# ستيف كارديناس
ستيف كارديناس (بالإنجليزية: Steve Cardenas)‏ هو موسيقي ولاعب تايكوندو وممثل أمريكي، ولد في 29 مايو 1974 في الولايات المتحدة.

## وصلات خارجية
- ستيف كارديناس على موقع IMDb (الإنجليزية)
- ستيف كارديناس على موقع ألو سيني (الفرنسية)
- ستيف كارديناس على موقع أول موفي (الإنجليزية)
- ستيف كارديناس على موقع أول ميوزيك (الإنجليزية)
- ستيف كارديناس على موقع قاعدة بيانات الفيلم (الإنجليزية)
- ستيف كارديناس على موقع كينوبويسك (الروسية)